# Litosita
La litosita és un mineral de la classe dels silicats. El nom prové del grec lithos, que significa pedra, perquè està formada pels components més abundants a l'escorça de la Terra.

## Característiques
La litosita és un silicat de fórmula química K₆Al₄Si₈O25·2H₂O. Cristal·litza en el sistema monoclínic. La seva duresa a l'escala de Mohs és 5,5.
Segons la classificació de Nickel-Strunz, la litosita pertany a «09.GB - Tectosilicats amb H₂O zeolítica, amb cadenes de connexions senzilles de 4-enllaços» juntament amb els següents minerals: amonioleucita, analcima, hsianghualita, leucita, pol·lucita, wairakita, kirchhoffita, laumontita, yugawaralita, roggianita, goosecreekita, montesommaïta i partheïta.

## Formació i jaciments
Va ser descoberta a la vall del riu Vuonnemiok, situada al massís de Khibini, dins l'óblast de Múrmansk (Rússia). Es tracta de l'únic indret de tot el planeta on ha estat descrita aquesta espècie mineral.